# Qword
Con il termine qword o quad word (abbreviazione dei termini inglesi quadruple word) si identifica in informatica una dimensione pari al quadruplo di una word.
Il valore esatto in bit varia con l'architettura. Infatti, il termine word identifica sia un dato di 16 bit sia il formato di dato base per l'architettura. Nei linguaggi di programmazione una qword è solitamente 64 bit, un'eredità dei processori a 16 bit. Riferita ai processori a 32 bit vale 128 bit (anche se quest'ultimo utilizzo è meno comune e più diffuso tra i progettisti elettronici).